# Delambre (cràter)
Delambre és un cràter d'impacte de la Lluna que es troba al sud-oest de la Mare Tranquillitatis, a la regió central de l'altiplà. A l'oest es troba el parell de cràters Theon Junior i Theon Senior, estant aquest últim més distant i situat al nord-oest. Té 52 quilòmetres de diàmetre i 3,5 quilòmetres de profunditat. Deu el seu nom a Jean Baptiste Joseph Delambre, un astrònom francès del segle xviii.

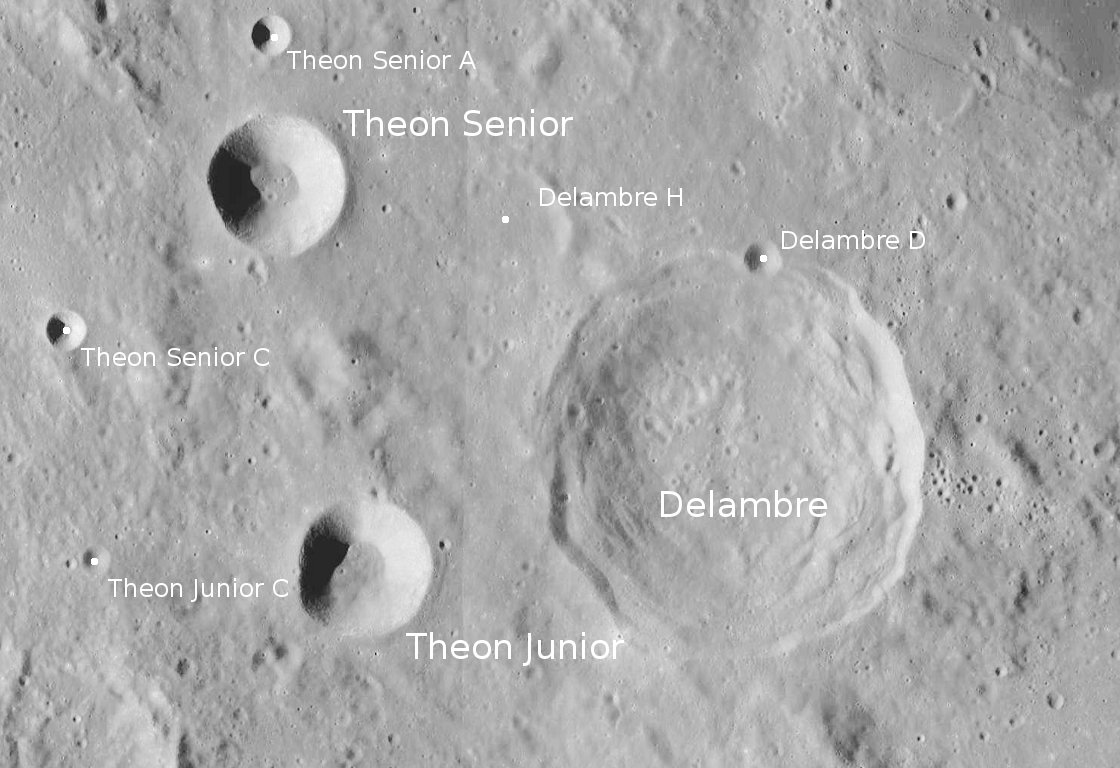
Localització de Delambre (centre dreta de la imatge)
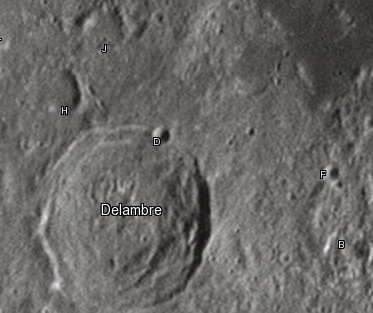
Cràters satèl·lit

La vora de Delambre té un interior amb terrasses, amb un petit cràter situat al llarg de la vora nord. Al sud mostra una lleugera bretxa i el sòl interior posseeix una superfície irregular. Compte amb parets altes, amb alguns pics que arriben als 4 600 metres.

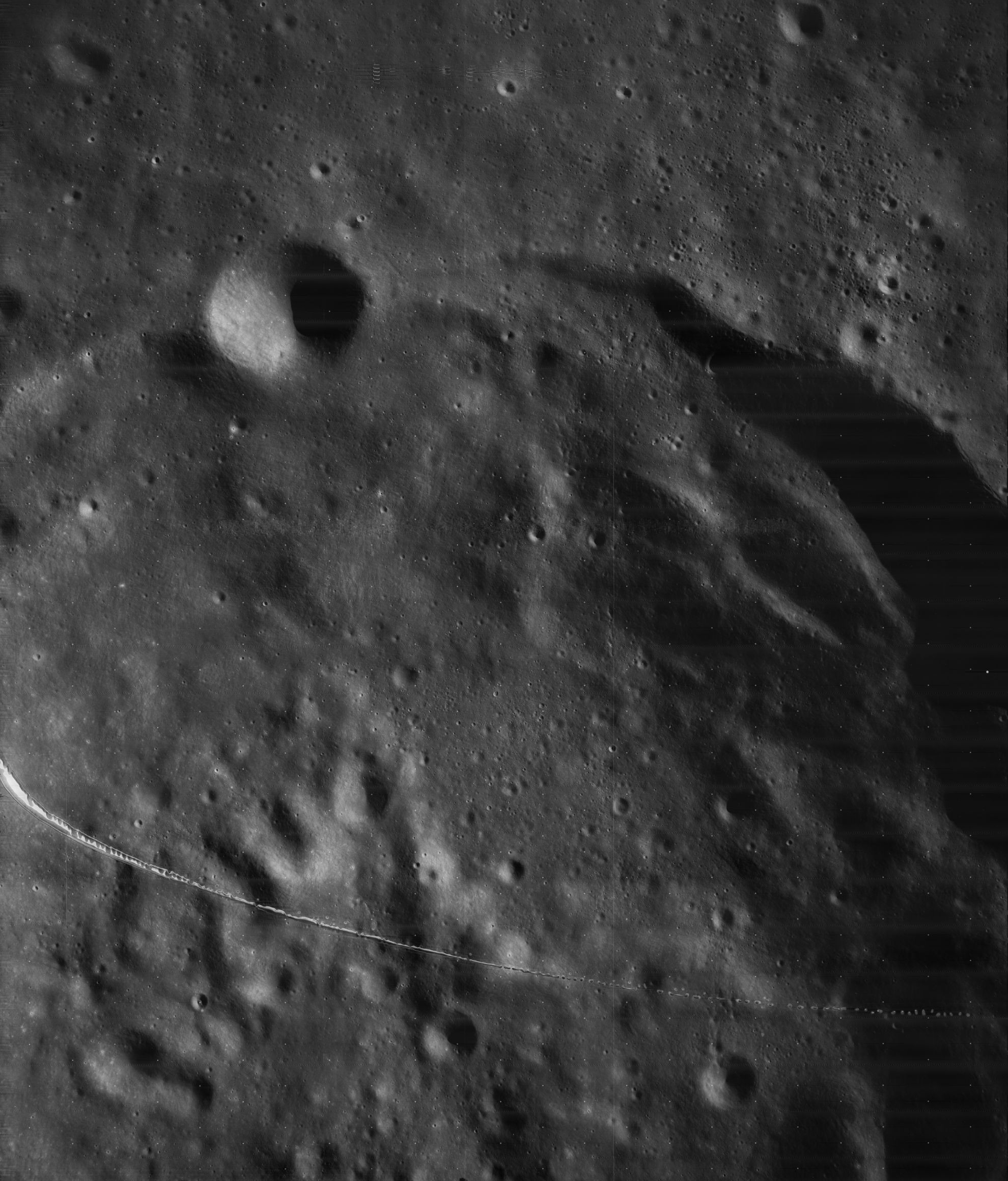
Interior des del Lunar Orbiter 3 (marques presents a l'original)
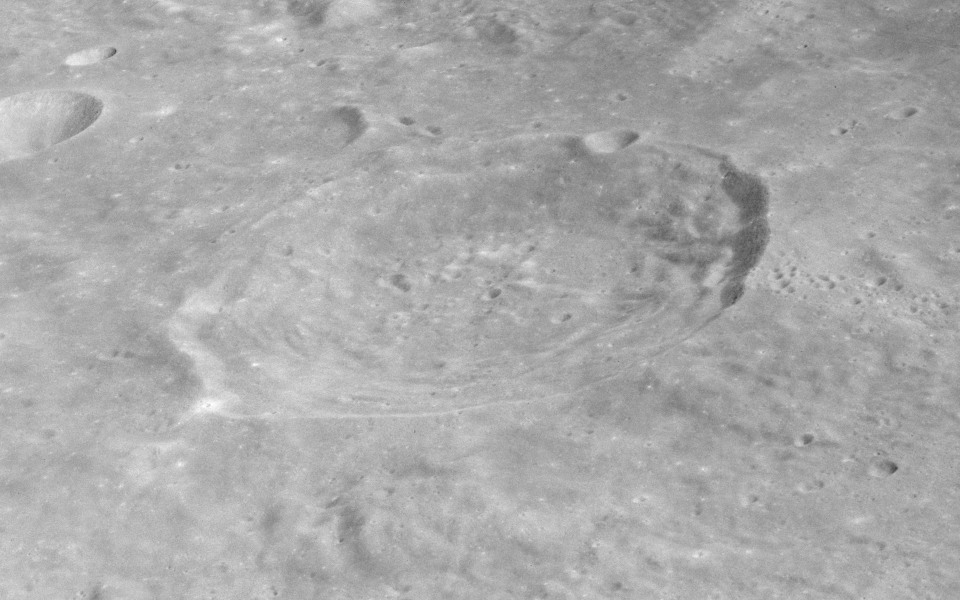
Fotografia de la missió Apollo 16

Delambre va ser el lloc d'allunatge de la sonda no tripulada Ranger 8, que va fer fotografies del cràter. Delambre pertany al Període Imbrià Superior, que va durar entre fa 3.800 i 3.200 milions d'anys.

## Cràters satèl·lit
Per convenció aquests elements són identificats en els mapes lunars posant la lletra en el costat del punt central del cràter que està més proper a Delambre.
| Delambre | Coordenades                        | Diàmetre |
| -------- | ---------------------------------- | -------- |
| B        | 1° 42′ S, 19° 36′ E / 1.7°S,19.6°E | 10 km    |
| D        | 1° 06′ S, 17° 36′ E / 1.1°S,17.6°E | 5 km     |
| F        | 1° 00′ S, 19° 18′ E / 1.0°S,19.3°E | 5 km     |
| H        | 1° 00′ S, 16° 24′ E / 1.0°S,16.4°E | 16 km    |
| J        | 0° 18′ S, 16° 48′ E / 0.3°S,16.8°E | 12 ;km   |